# Joe Sinnott
Pour les articles homonymes, voir Sinnott.
Joe Sinnott est un auteur et dessinateur de bande dessinée américain né le 16 octobre 1926 à Saugerties (État de New York) et mort le 25 juin 2020.

## Biographie
Joe Sinnott naît le 16 octobre 1926. Durant la Seconde Guerre mondiale, il est affecté à la marine. En 1946, il commence à travailler dans une cimenterie. Il y reste trois ans avant de prendre des cours de dessin à la Cartoonists and Illustrators School. Il n'a pas encore achevé ses études qu'en 1950 il dessine déjà une histoire dans le deuxième numéro du comics Mopsy publié par St. John. La même année il commence à travailler pour Timely où il dessine sur des scénarios de Stan Lee des histoires dans tous les genres que ce soit policier, horreur, fantastique, science-fiction, etc. Timely n'est alors pas son seul employeur et son nom se retrouve sur des comics publiés par Dell Comics, Charlton Comics, Treasure Chest et Classics Illustrated. Il dessine alors plusieurs comics biographiques : les frères Wright, Mère Teresa, le général Douglas MacArthur, John Fitzgerald Kennedy et les Beatles. Il est alors marié à Betty avec qui il aura quatre enfants. C'est seulement à partir de 1959 qu'il travaille exclusivement pour Timely. De ce fait, il participe au renouveau des super-héros de l'âge d'argent. Il devient ainsi l'encreur des Quatre Fantastiques dès le numéro 5 qui introduit le Docteur Fatalis. Cependant il ne devient l'encreur régulier de la série seulement à partir du numéro 44 en 1965. Il restera à cette place jusqu'en 1981 bien après le départ de Jack Kirby et de Stan Lee de ce titre. Cependant, il ne se contente pas de ce travail et il dessine ou encre de nombreuses autres séries Marvel comme Thor(dans les années 1990 il encre 116 numéros de la série), le Surfer d'argent, Captain America, Les Vengeurs, Hulk, etc. Il reste chez Marvel jusqu'en 1992, année où il prend une semi-retraite. En effet, il participe encore parfois à des projets spéciaux. et en 2017 reste l'encreur de la planche dominicale du comic strip de Spider-Man.

## Œuvres
- Amazing Spider-Man
- Avengers
- Captain America
- Captain Britain
- Chamber of Chills
- Conan le Barbare (comics)
- Defenders
- Les Quatre Fantastiques
- Incredible Hulk
- Invaders
- Iron Man (comics)
- Journey into Mystery
- Kent Blake of the Secret Service
- Marvel Fanfare
- Marvel Feature
- Marvel Premiere
- Marvel Saga
- Marvel Spotlight
- Marvel Tales
- Marvel Two-In-One
- Ms. Marvel vol.1 (1978)
- Monsters on the Prowl
- Mystery Tales
- Nick Fury, Agent of SHIELD
- Nova
- Power Man
- Rom (comics)
- She-Hulk
- Spellbound
- Strange Tales
- Strange Worlds
- Suspense
- Silver Surfer
- Son of Satan
- Tales of Suspense
- Tales to Astonish
- Thing (La Chose)
- Thor (comics)
- Uncanny Tales
- World of Fantasy
- West Coast Avengers
- What if ? (comics)
- X-Men

## Prix et récompenses
- 1995 : prix Inkpot
- 2008 : inscrit au temple de la renommée Joe Sinnott, pour son œuvre d'encreur
- 2008 : prix Inkwell rétrospectif du meilleur encreur (ex æquo avec Terry Austin)
- 2013 : inscrit au temple de la renommée Will Eisner